# Tote King
Tote King, de son vrai nom Manuel González Rodríguez, né le 13 décembre 1978 à Séville, en Andalousie, est un rappeur et MC espagnol. Il est un ancien membre de La Alta Escuela. Il a un frère nommé Shotta, également rappeur.
Son style se démarque des autres MCs espagnols par son de l'humour, son humilité (chose rare dans le milieu compétitif du rap) et ses influences assez particulières pour du hip-hop : il affirme être plus fan de rock et de metal que de rap. Dans le milieu, il est considéré comme une icône et a participé à un nombre impressionnant de collaborations avec d'autres artistes du hip-hop espagnol.

## Biographie

### Jeunesse
Manuel González Rodríguez est originaire de Séville. Il commence sa carrière avec le groupe La Alta Escuela, qui se sépare après un album studio. Après le split de son groupe Tote entame sa carrière solo avec beaucoup de succès au niveau national. Il grandit en écoutant des groupes comme Led Zeppelin, Black Sabbath ou King Crimson (Tote fait souvent référence à ces groupes dans ses paroles) et sur son album Un tipo cualquiera il utilise des samples de groupes comme Cream et Dio. Il a aussi réalisé un LP avec son frère Shotta, également rappeur, nommé Tu madre es una foca. ToteKing étudie la philologie à l'Universidad de Sevilla.

### Débuts

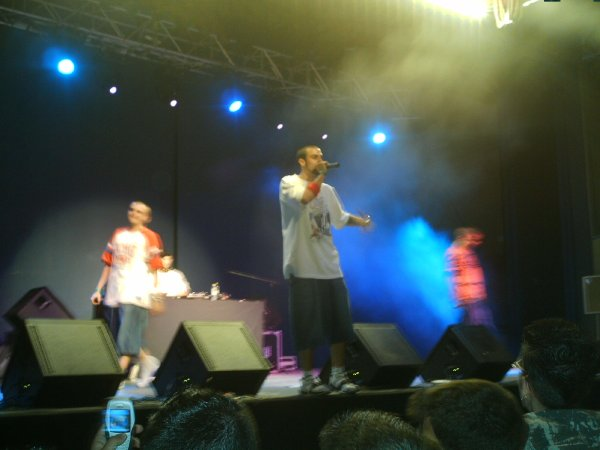
ToteKing en concert avec son frère Shotta.

Il publie son premier album solo en 2004 ; il s'agit d'un maxi intitulé Matemáticas publié au label Superego. La même année, Superego publie le premier album studio de ToteKing, intitulé Música para enfermos. Il fait participer Falsalarma, Shotta, Solo los solo, Xhelazz, Spanish Fly (du groupe Triple XXX) et Karvoh. Les bases instrumentales sont effectuées par plusieurs beatmakers espagnols comme notamment Jefe de la M, Frank T, Zonah, Big Hozone, Griffi et Juan Profundo.
En 2005, il participe au documentaire Sevilla City réalisé par Juan José Ponce aux côtés d'autres artistes comme SFDK, Juaninacka et Dogma Crew. En 2006, il participe comme MC à la chanson Hoy todo va al revés de l'album Cadizfornia d'Antonio Orozco. En novembre 2008, il sort son troisième album, chez BoaCor intitulé T.O.T.E., qui fait participer Juaninacka, Shotta, Lyrical, TITO, Quiroga, Ego et Chico Ocaña. Cet album, qui combine des productions d'artistes nationaux et internationaux, se caractérise par un changement radical dans le son de leurs précédents travaux, avec des influences de la musique électronique.

### Depuis 2010
Il publie le 11 octobre 2010 son quatrième album solo (après reports de date), intitulé El lado oscuro de Gandhi publié au label Sony Music. Les bases instrumentales sont effectuées par DJ Randy et l'autre moitié par les beatmakers internationaux et espagnol comme Sendy ou Dani's Beats (frère de DJ Randy), sans collaboration.
Le 9 avril 2012, Toteking et Shotta annoncent un album commun. Pendant ce temps, ils présentent leur travail en solo en Uruguay et en Argentine qu'ils visitent pour la première fois en tournée. En fin d'année, ToteKing et Shotta annoncent le titre de leur projet à venir : Héroe, prévu pour le 30 octobre 2012. Le 7 mai 2013, Toteking publie un EP solo gratuitement téléchargeable, intitulé El tratamiento regio sur le compte Soundcloud de Sony Music. Il est produit par Baghira, Lowlight, Torrico et Don Clemensa.
Le 25 septembre 2015, Toteking lance un nouvel album intitulé 78 qui contient un total de 17 chansons. Il fait participer aux chants Andreas Lutz (O'Funk'Illo), Chyno Nyno, Anqui, Nestakilla, Nemir, Duddi Wallace, El Canijo de Jerez, María Luna, Jotandjota, Morodo, Murrah, Shotta et Niñato Garsiah. Pendant sa tournée pour 78, il publie en février 2016, un clip du titre Escupiéndolo sur sa chaîne YouTube, précédant la sortie du nouvel EP.

## Discographie

### Albums studio
- 2001 : ToteKing y Shotta: Tu madre es una foca (en duo avec son frère Shotta)
- 2003 : Música para enfermos
- 2006 : Un tipo cualquiera
- 2007 : Un tipo cualquiera  (+ DVD)
- 2008 : T.O.T.E.

### EPs et démo
- 2001 : Big King XXL
- 2001 : Duermen
- 2003 : Matemáticas

### Album collaboratif
- 1999 : En Pie de Vuelo (avec La Alta Escuela)

### Collaborations
- La gota que colma Mordiendo el micro (1998)
- SFDK "Desde los chiqueros" (2000)
- Frank T "90 kilos" (2001)
- Keyo "Di quien mueve" (2001)
- Jefe de la M "Entra el dragón" (2003)
- Keyo "Fuego abierto" (2003)
- Acción Sánchez "Terror en la ciudad" (2003)
- Zonah Producciones "Tiempo de perros" (2003)
- Makei "Los hijos de la tercera ola " (2004)
- Triple XXX, "Primera clase" (2004)
- Dj Yulian "Shock!" (2004)
- R de Rumba "R de Rumba" (2004)
- Acción Sánchez "Creador series (vol.1)" (2004)
- Shotta "La selva" (2004)
- SFDK "2005" (2005)
- Falsalarma "Alquimia" (2005)
- Jefe de la M "Escapismo" (2005)
- Sólo los Solo "Todo el mundo lo sabe" (2005)
- Dekoh "Mi teoría" (2006)
- La Mala Rodríguez "Por la noche" (2007)
- Quiroga "Historias de Q" (2006)
- Antonio Orozco "Cadizfornia" (2006)
- El Cerebro "Simbiosis" (2007)
- Cres "Reflexiones" (2007)
- El Niño (MC) "En blanco y negro" (2007)
- Chacho Brodas "Los impresentables" (2007)
- Xhelazz "El soñador elegido" (2007)
- Foreign Beggars "Asylum Agenda" (2008)
- Duo Kie "21 cm" (2008)
- Shotta "Sangre" (2008)
- Tres Coronas "Más Fuerte" (2008)